# Sören Norrby
Jan Sören Norrby, född 12 april 1937 i Gryts församling i Södermanlands län, är en svensk ämbetsman och folkpartistisk politiker. Han var son till Samuel Norrby.
Sören Norrby var riksdagsledamot för Stockholms läns valkrets 1967–1968 (i andra kammaren), 1971–1973, 1990–1991 samt (som statsrådsersättare) 1993–1994. I riksdagen var han bland annat suppleant i konstitutionsutskottet 1967–1968. Som politiker engagerade han sig särskilt för naturvårdsfrågor och skärgårdens situation.